# Хуго (Вюрцбург)
Хуго (на немски: Hugo) е от 983 до 990 г. епископ на Вюрцбург.

## Биография
Той наследява Попо II. Започва да възстановява разрушения през войните манастир „Св. Андреас“ във Вюрцбург, днес църквата Буркард. На 11 октомври 988 г. донася в манастира тленните останки на Св. Буркард († 755), първият епископ на Вюрцбург, и нарича манастира на него.
Като епископ е наследен през 990 г. от Бернвард.